# Tournée (film)
Tournée, il vero burlesque è un film del 2010 diretto da Mathieu Amalric.

## Trama

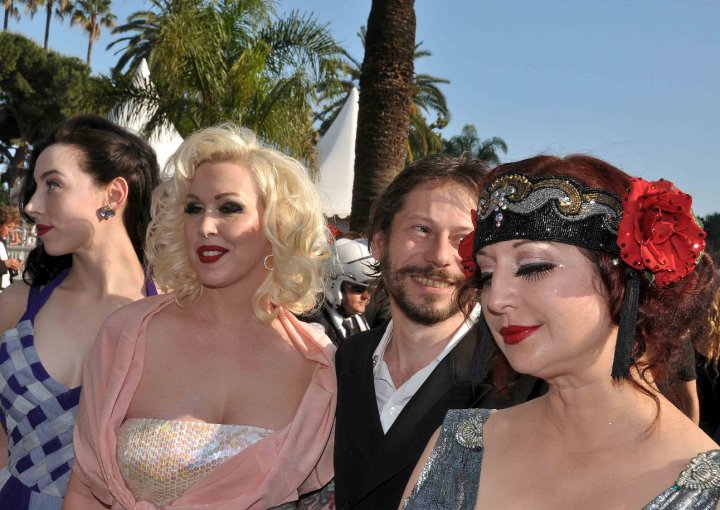
Evie Lovelle, Mimi Le Meaux, Mathieu Amalric, e Kitten on the Keys (da s. a d.) al Festival di Cannes 2010.

Joachim Zand è un ex-produttore televisivo che, dopo essere stato negli Stati Uniti, ritorna in Francia con una compagnia di New Burlesque. Alle ragazze farà da impresario organizzando, tra mille difficoltà, degli spettacoli in giro per la Francia.

## Distribuzione
Il film è stato presentato in concorso al Festival di Cannes 2010 il 13 maggio. In Italia ha partecipato al Torino Film Festival, nelle sale cinematografiche è stato distribuito il 16 marzo 2011.

## Riconoscimenti
- Festival di Cannes 2010: premio per la miglior regia[1] e premio FIPRESCI
- Premi César 2011: 7 candidature (miglior film, miglior regista, migliore sceneggiatura, miglior fotografia, miglior montaggio, migliori costumi, miglior sonoro), Prix Daniel Toscan du Plantier ai produttori Yaël Fogiel e Laetitia Gonzalez
- RiverRun International Film Festival 2011: miglior attore a Mathieu Amalric
- Premi Lumière 2011: Mathieu Amalric candidato come miglior regista